# Völpke
Völpke település Németországban, azon belül Szász-Anhalt tartományban. Lakosainak száma 1214 fő (2023. december 31.).

## Népesség
A település népességének változása:
| Lakosok száma | 1314 | 1278 | 1227 | 1229 | 1214 |
|               | 2017 | 2019 | 2021 | 2022 | 2023 |